# 鳥坂寺跡

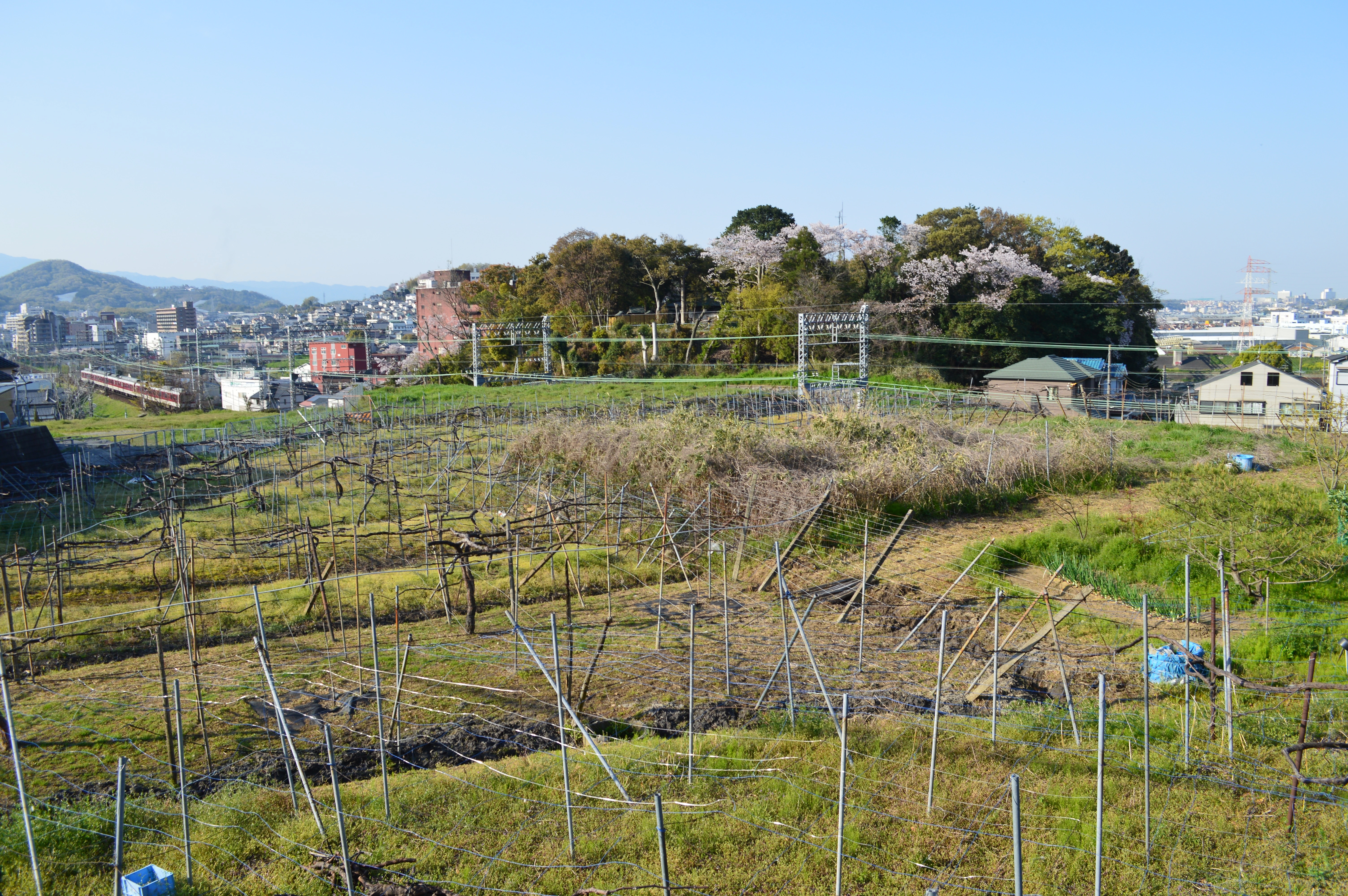
鳥坂寺跡 伽藍全景寺域北東より、講堂跡・金堂跡を望む。奥の樹叢に塔跡（天湯川田神社境内）が所在し、その間を近鉄大阪線が横断する。

鳥坂寺跡（とさかでらあと、高井田廃寺跡）は、大阪府柏原市高井田にある古代寺院跡。国の史跡に指定されている。
智識寺・山下寺・大里寺・三宅寺・家原寺とともに「河内六寺」と総称された鳥坂寺の遺構に比定される。

## 概要
大阪府東部、大和川が大阪平野へ流れ出る谷口付近の北岸、大和川に向けて張り出した丘陵上に位置する。現在は寺跡を近鉄大阪線が縦断するほか、1929年（昭和4年）には鴟尾が出土して注目され、1961年（昭和36年）以降には発掘調査が実施されている。
主要伽藍として金堂・塔・講堂・僧房・食堂の遺構が検出されており、金堂を中央、三重塔を南西、講堂を北に配し、回廊が金堂を囲んで講堂左右に取り付く。発掘調査によれば白鳳期の7世紀後半頃に創建され、平安時代の10世紀代に廃絶したと推測される。出土土器に「鳥坂寺」銘があり、当時の寺院名は「鳥坂寺」であったことが確実視される。『続日本紀』では天平勝宝8歳（756年）に孝謙天皇が鳥坂寺含む河内六寺を巡拝した旨が見えることから、古代文献資料と発掘調査によって明らかとなった遺構・遺物とが一致する例として重要視される。また金堂跡で検出された壇上積基壇・階段は遺存状態が極めて良好であり、建築史上でも重要な遺跡になる。
寺跡域は2012年（平成24年）に国の史跡に指定されている。

## 歴史

### 古代
創建は不詳。発掘調査によれば、飛鳥時代の7世紀後半頃の建立と推定される。寺域付近は『和名抄』における河内国大県郡鳥取郷と推測されるほか、塔跡に鳥取氏祖の天湯河桁命を祀る天湯川田神社が鎮座することから、鳥取氏の氏寺とする説が知られる。一方で近年では、大和川の河内大橋架橋に伴い知識により橋寺として建立されたとする説も挙げられている。
『続日本紀』では、天平勝宝8歳（756年）に孝謙天皇が平城宮から難波宮に行幸する際に智識寺南行宮に宿泊し、三宅・大里・山下・智識・家原・鳥坂の6寺院（河内六寺）を参拝したと見える。鳥坂寺は、六寺のうちで最も南に位置する。
その後の変遷は詳らかでないが、発掘調査によれば平安時代の10世紀頃には廃絶したと見られる（火災痕が認められないため自然腐朽か）。

### 近世
江戸時代の『河内名所図会』では「普光廃寺、一名井上寺、又ノ名鳥阪寺といふ」という記載が見え、当時の別名が知られる。関連して、平安時代後期編纂の『本朝無題詩』の大江佐国の漢詩に「普光寺」が見えるが、これは当寺を指すといわれる。

### 近代以降
近代以降については次の通り。
- 1925-1926年（大正14-昭和元年）、大阪電気軌道（大軌）桜井線（現在の近鉄大阪線）建設。瓦の出土[1]。
- 1929年（昭和4年）、鴟尾の出土（現在は東京国立博物館で保管）[1]。
- 1961-1962年（昭和36-37年）、宅地開発計画に伴う発掘調査。塔・金堂・講堂を確認（山本昭・大阪府教育委員会・奈良文化財研究所、1968年に報告書刊行）[1]。
- 1983-1984年度（昭和58-59年度）、発掘調査。僧房・食堂を確認、「鳥坂寺」墨書銘土器の出土（柏原市教育委員会、1986年に報告書刊行）[1]。
- 1989年度（平成元年度）、天湯川田神社の拝殿建て替えに伴う発掘調査。塔の雨落溝の一部を確認（柏原市教育委員会、1990年に概報刊行）[1]。
- 2009-2010年度（平成21-22年度）、史跡保存のための再調査。回廊を確認（柏原市教育委員会、2011年に報告書刊行）[1]。
- 2012年（平成24年）1月24日、国の史跡に指定[2]。

## 遺構

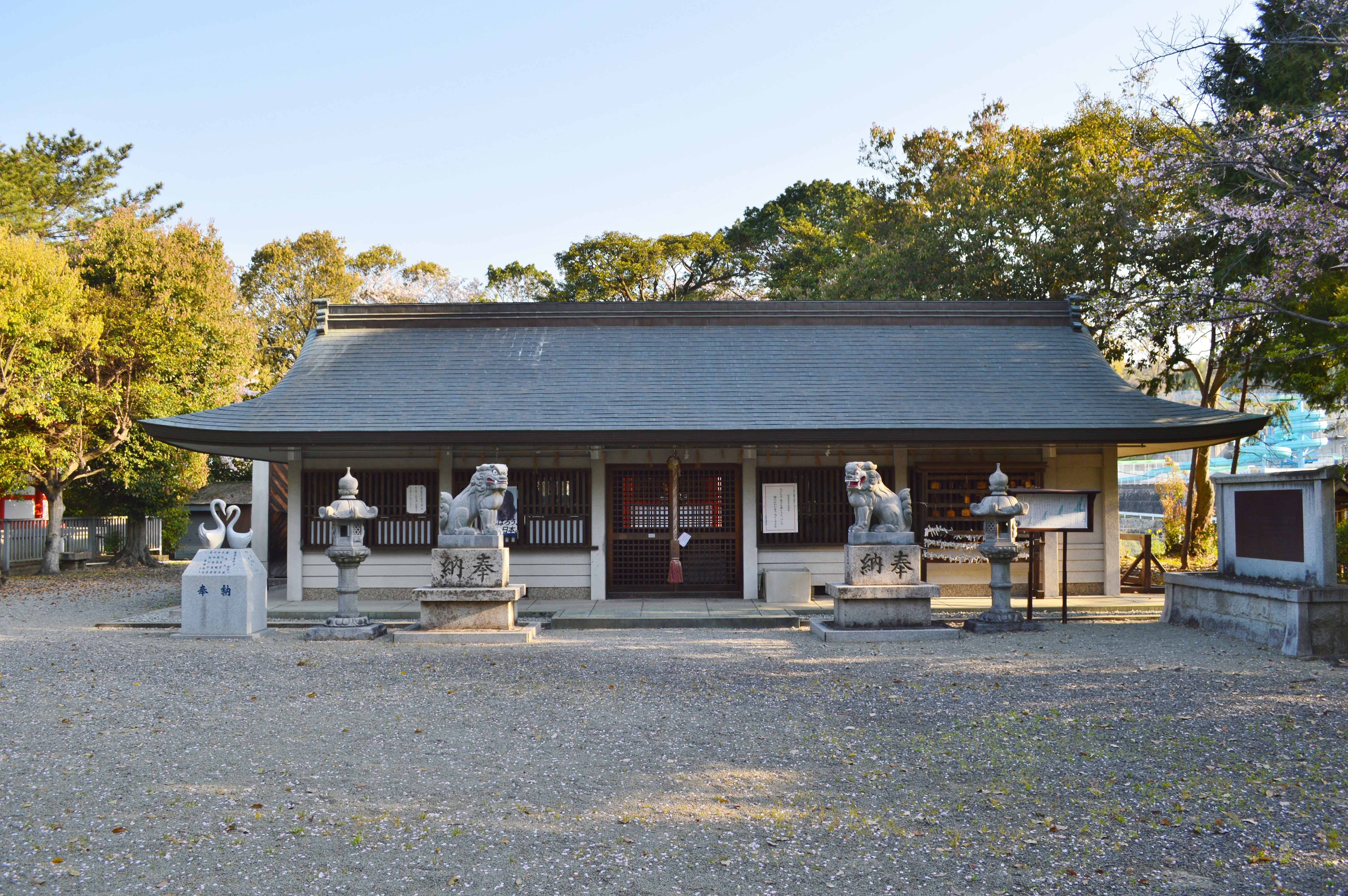
塔跡付近
（天湯川田神社境内）

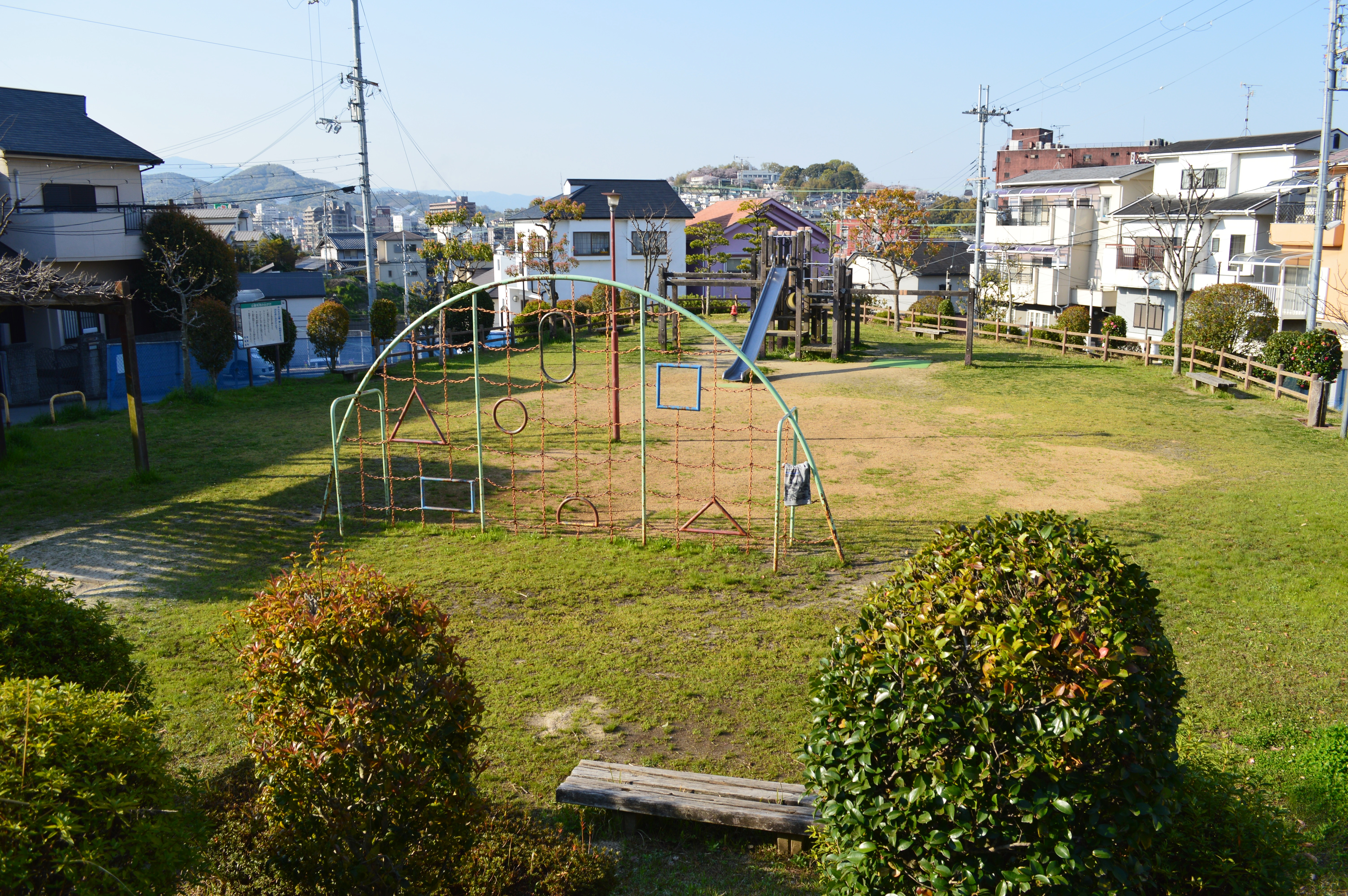
僧房跡・食堂跡付近
（高井田第2号公園）

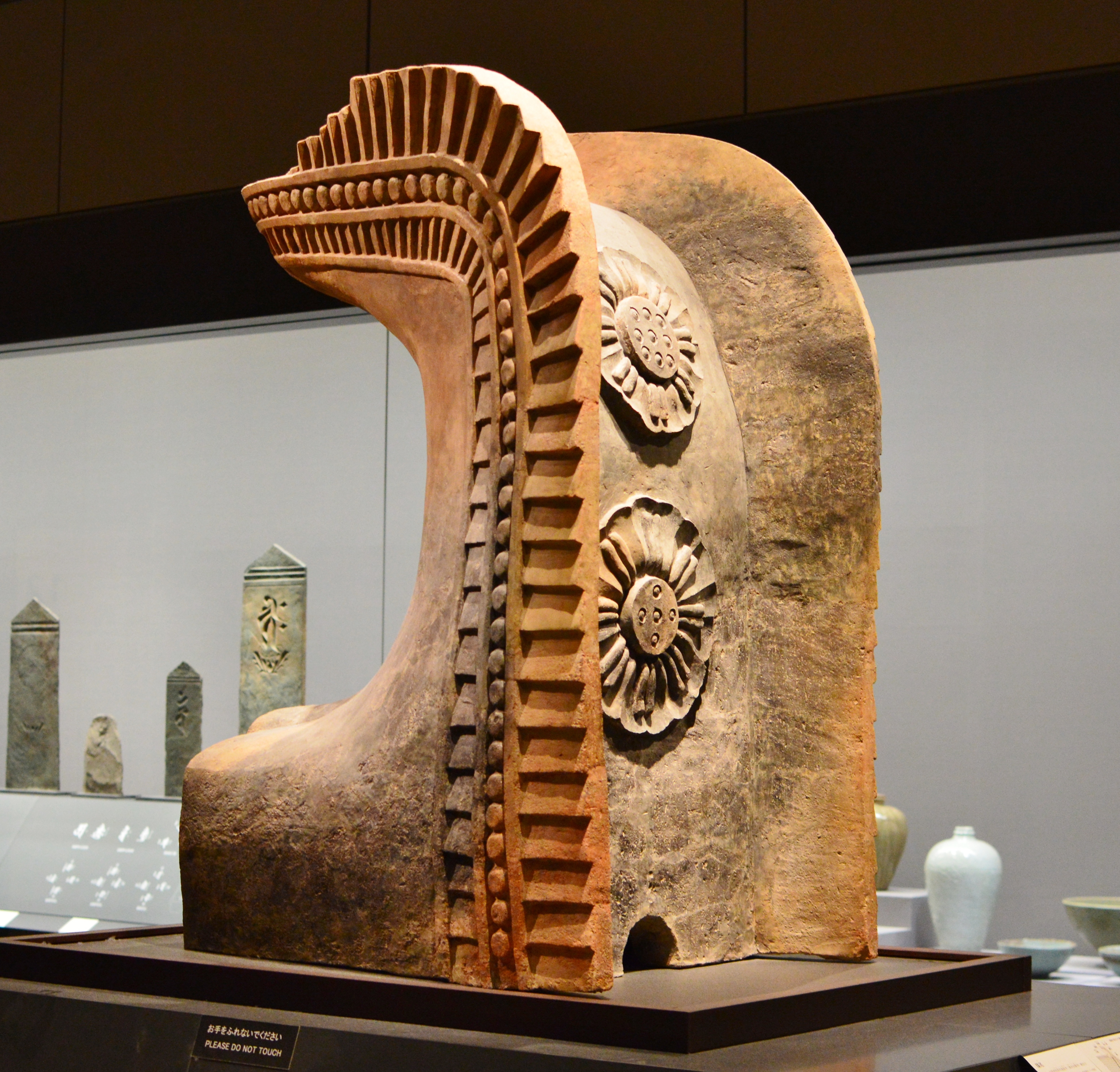
鴟尾東京国立博物館展示。

伽藍は大和川に向けて張り出す2つの尾根上に位置する。平地寺院と異なり地形の制約が大きく、区画溝なども検出されていないため全容は詳らかでないが、寺域は2町（約216メートル）四方程度と推定される。主要伽藍として、中門（推定）・金堂・講堂が南から一直線に配され、中門左右からは回廊が出て金堂を取り囲み講堂左右に取り付く（河内六寺のうち伽藍配置が確定しているのは鳥坂寺のみ）。また寺域南西（天湯川田神社境内）には塔が、寺域南東（高井田第2号公園）には僧房・食堂など雑舎群が配される。主な遺構は次の通り。
金堂
本尊を祀る建物。基壇は東西18メートル・南北15メートル・高さ1.4メートル（推定）を測る。一部は近鉄大阪線建設で削平されている。基壇化粧は凝灰岩切石の壇上積基壇であり、基壇とともに階段が極めて良好な遺存状態で検出されているが、8世紀代の改修による化粧の可能性がある。基壇上建物は明らかでないが、礎石と見られる石が認められる。また金堂の南側では盛土で斜面を埋め立てた整地層が認められる。
塔
釈迦の遺骨（舎利）を納めた塔。現在は天湯川田神社が鎮座する。基壇は調査時点ですでに失われているが、雨落溝が検出されており、一辺8.66メートルと復元される。基壇化粧は、雨落溝周辺の整地土で認められた凝灰岩粉・凝灰岩片から、一時期に凝灰岩切石であった可能性がある。基壇上建物は高さ20メートル程度の三重塔と見られ、軸は真北から西に約4.5度振る。調査では心礎が検出されている。花崗岩製の地下式心礎（基壇面よりも深く埋め込まれた心礎）であり、一辺1.2メートル・厚さ0.63メートルを測り、中央には直径50.5センチメートル・深さ14センチメートルの柱穴が穿たれ、柱穴中央には直径10.5センチメートル・深さ15.5センチメートルの円錐形の舎利孔が穿たれる。土層観察によれば、心柱は粘土で巻かれ、木炭・小石混じり土の互層で埋め立てられている。
なお、南側の大和川を挟んで玉手山丘陵北端部には片山廃寺があり、鳥坂寺の塔と片山廃寺の塔とは大和川を挟んで対をなすと指摘される。
講堂
経典の講義・教説などを行う建物。基壇は東西32.3メートル・南北20.3メートル・高さ約0.5メートルと推定される。基壇化粧は自然石積みであるが、西辺で検出された凝灰岩据付痕から、一時期に凝灰岩切石であった可能性がある。中央背面の礎石付近からは石組とともに扉金具が出土している。また建物中央には仏像を安置する須弥壇が検出されており、須弥壇の南側では幅4メートルの階段が認められるほか、須弥壇付近からは塼仏が出土している。
回廊
講堂・中門を結ぶ屋根付きの廊下。講堂左右から出て金堂を取り囲み、中門左右に取り付く。西半は近鉄大阪線建設で削平されている。基壇上建物は東西3.2メートル間隔、南北3.6メートル間隔を測る。
僧房（僧坊）
僧の宿舎。主要伽藍の東側の小尾根上の雑舎域に位置する（現在は高井田第2号公園）。掘立柱建物で、建物の軸は真北から西に11度振り、南北26メートル以上・東西4.7メートルを測る。
食堂
僧が食事をする建物。主要伽藍の東側の小尾根上の雑舎域に位置する（現在は高井田第2号公園）。掘立柱建物で、建物の軸は真北から西に11度振り、南北15.2メートル・東西10.4メートルを測る。
中門が推定される箇所は近鉄大阪線で削平されており詳らかでないが、金堂の南で溝が検出されており、中門関連遺構と推測される。また寺域北東の丘陵斜面の高井田遺跡では掘立柱建物群や古墳群が検出されており、鳥坂寺に関連する集落・古墳と見られる。
寺域からの出土品としては多量の瓦のほか、東京国立博物館所蔵の鴟尾が知られる（鴟尾は東京国立博物館所蔵品含めて5種類がある）。瓦の意匠・技術には朝鮮半島の影響が認められることから、渡来系集団の関与が推測される。瓦の様相などによれば、7世紀中葉頃に先行して金堂が建立され、7世紀後半代に主要伽藍が整ったのち、8世紀代には寺院付属の雑舎群が建てられたと見られるほか、主要伽藍も幾度かの改修を受けた可能性が指摘される。また寺域東側の雑舎域では10世紀初頭頃の「鳥坂寺」銘墨書土器が出土しており、この頃までの存続が認められるが、10世紀代には廃絶したと推測される。
なお、金堂南側の整地土には古墳時代前期の埴輪片・板状石材・白色礫などが認められており、寺院造成以前には前期古墳が存在した可能性が高いとされる。主要伽藍北西の尾根には前方後円墳状の高まり（鳥坂古墳）もあり、一帯では10数基の古墳からなる安堂山古墳群として認知されている。

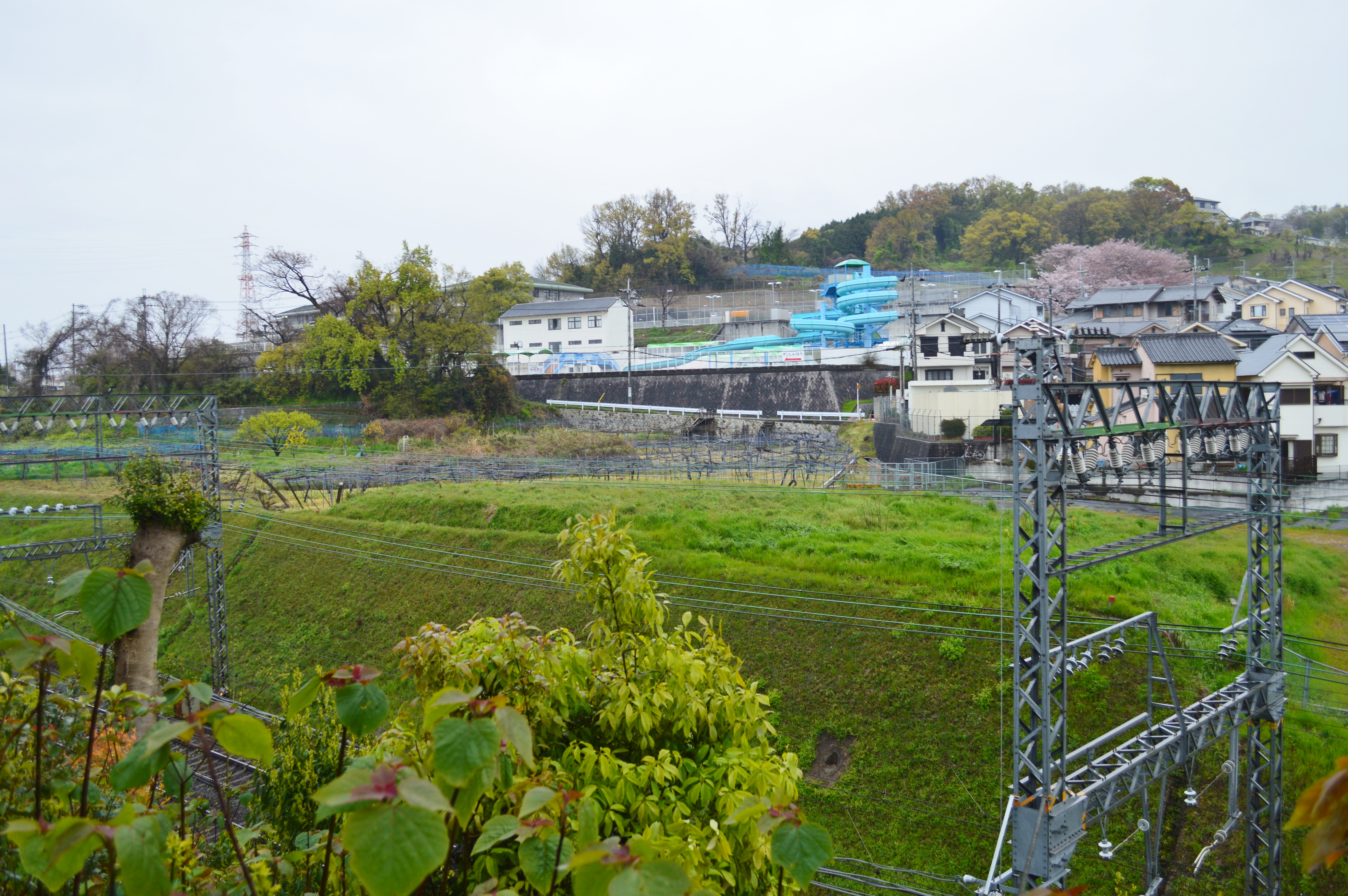
塔跡から金堂跡・講堂跡を望む
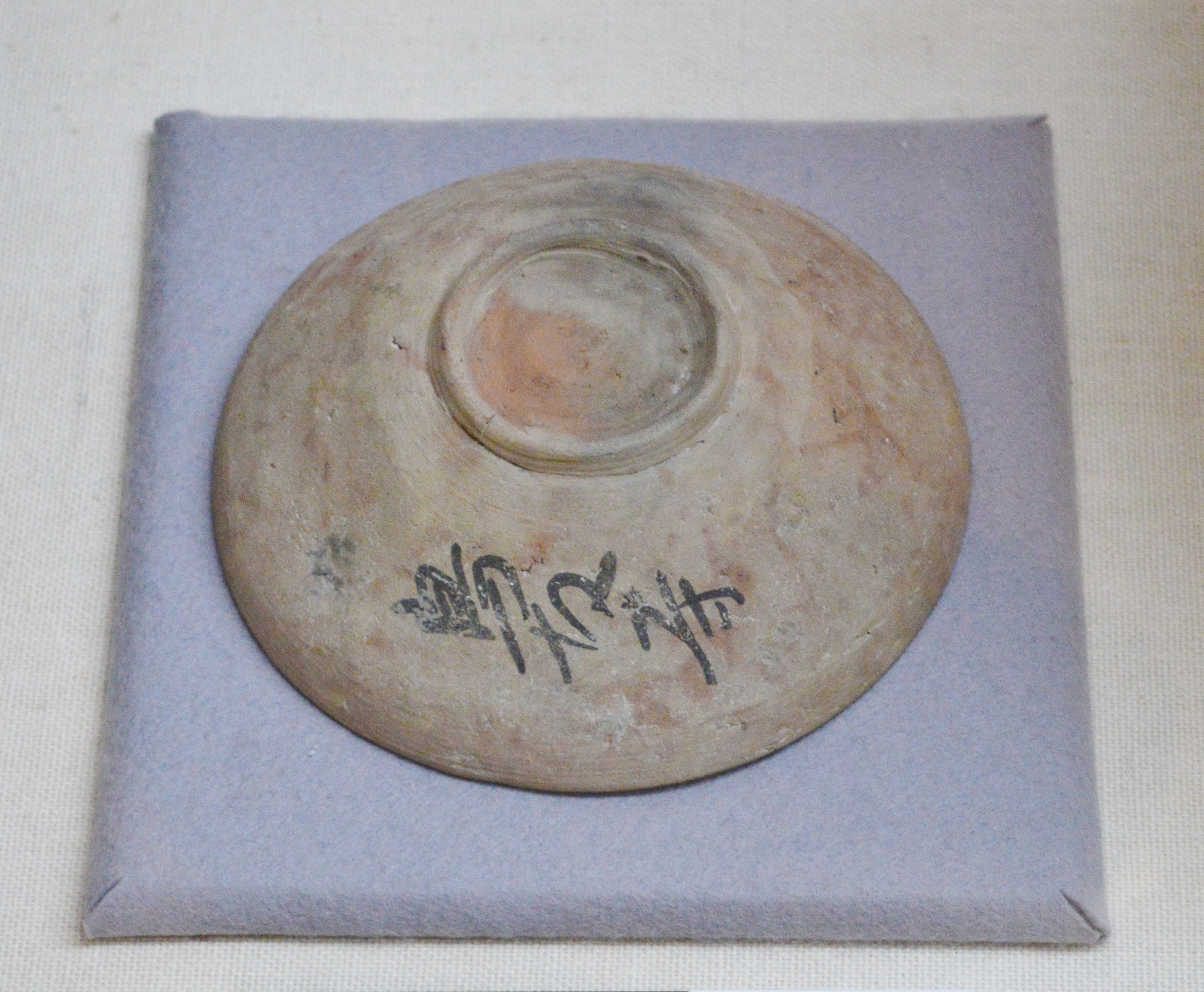
「鳥坂寺」銘墨書土器（柏原市指定文化財） 柏原市立歴史資料館展示。
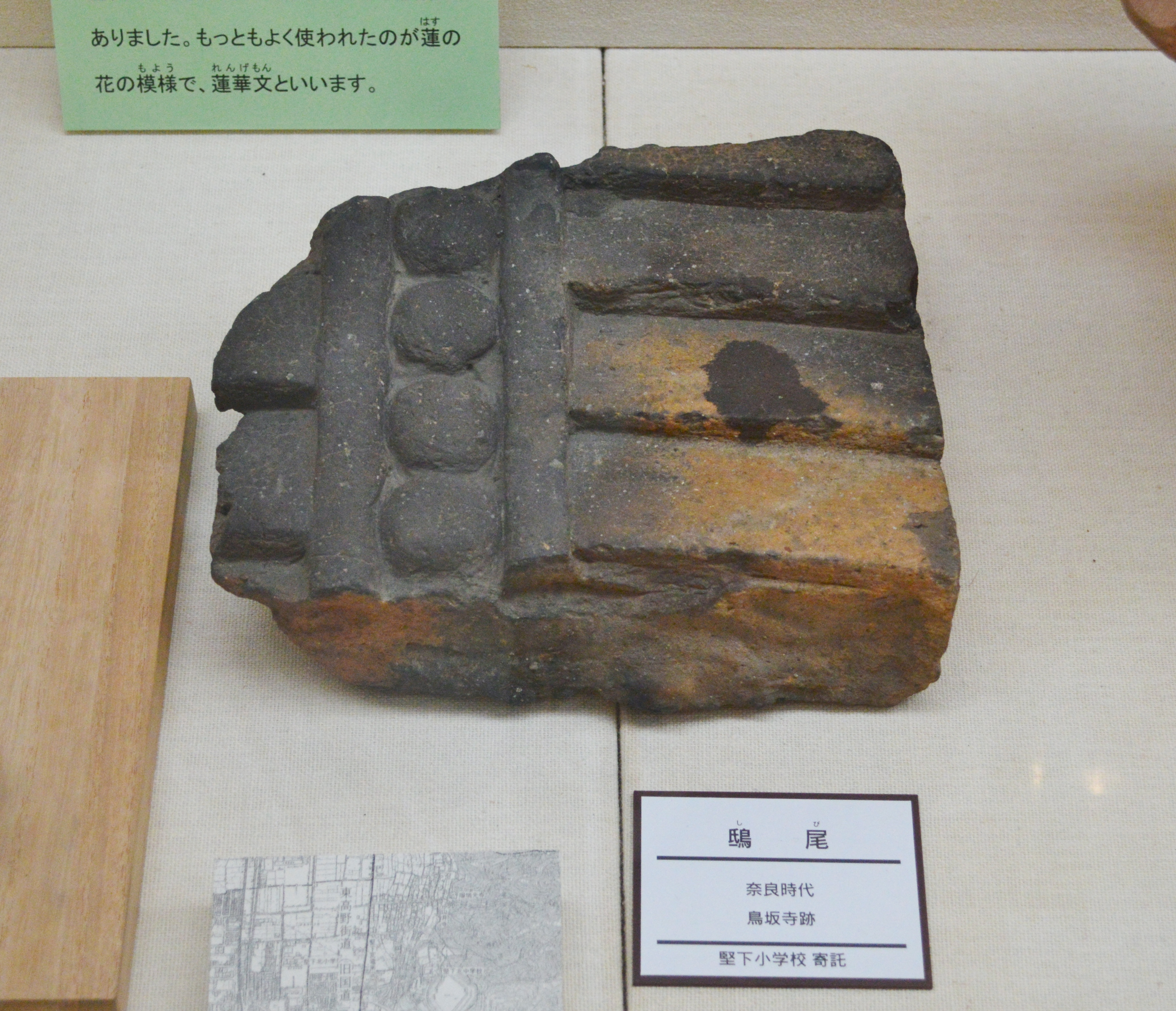
鴟尾 柏原市立歴史資料館展示。
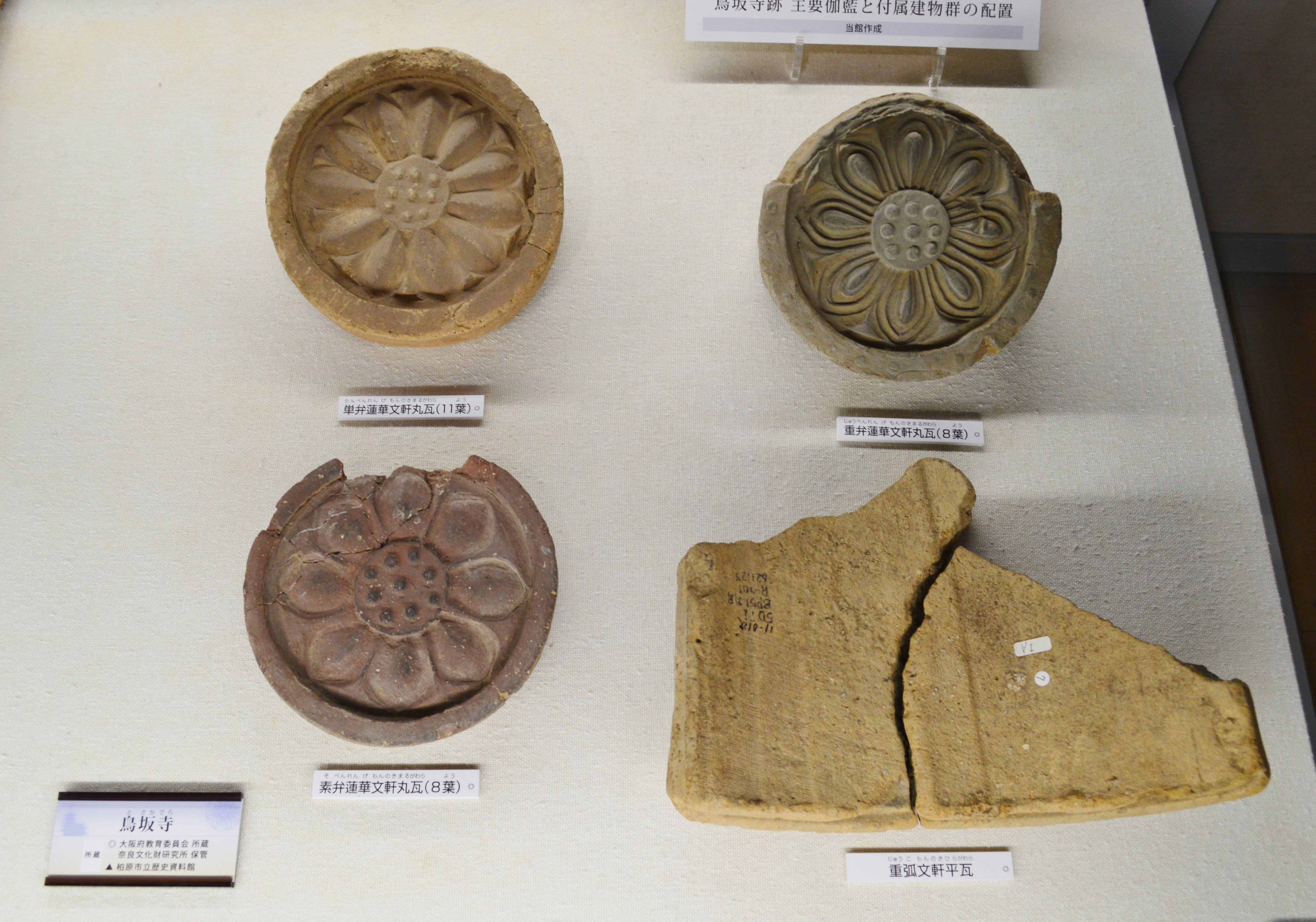
出土瓦 大阪府立近つ飛鳥博物館企画展示時に撮影。

## 文化財

### 国の史跡
- 鳥坂寺跡 - 2012年（平成24年）1月24日指定[2][7]。

### 柏原市指定文化財
- 有形文化財
  - 史跡鳥坂寺跡出土「鳥坂寺」銘墨書土器（考古資料） - 2012年（平成24年）9月1日指定[8]。

## 関連施設
- 柏原市立歴史資料館（柏原市高井田） - 鳥坂寺跡の出土品等を保管・展示。
- 東京国立博物館（東京都台東区） - 鳥坂寺跡出土の鴟尾を保管。

## 関連文献
（記事執筆に使用していない関連文献）
- 『河内高井田・鳥坂寺跡（大阪府文化財調査報告書 第19輯）』大阪府教育委員会、1968年。
- 『鳥坂寺 1983年度・1984年度 -寺域の調査-』柏原市教育委員会、1986年。
- 『柏原市埋蔵文化財発掘調査概報 1989年度（柏原市文化財概報1989-I）』柏原市教育委員会、1990年。 - リンクは奈良文化財研究所「全国遺跡報告総覧」。
- 「鳥坂寺僧房跡周辺出土平瓦の再整理」『平尾山古墳群 1999年度（柏原市文化財概報1999-II）』柏原市教育委員会、2000年。 - リンクは奈良文化財研究所「全国遺跡報告総覧」。